# Institut algérien de normalisation
L'Institut algérien de normalisation (IANOR) (en arabe : المعهد الجزائرى للتقييس) est l'organisme algérien qui représente son pays auprès de l'Organisation internationale de normalisation (ISO).

## Histoire
L'Algérie adhère à l'organisation internationale de normalisation en 1976.
L'Institut algérien de normalisation (IANOR) est créé par décret exécutif en établissement public à caractère industriel et commercial (EPIC) le 21 février 1998.
En novembre 2007, l'IANOR devient membre de l'Institut de normalisation et de métrologie pour les pays islamiques. En mars 2008, l'IANOR devient membre de la commission électrotechnique internationale (CEI). À partir de 2012, l'IANOR est dirigé par Ratiba Chibani, précédemment responsable de la filiale algérienne de l'association française de normalisation (AFNOR) de 2008 à 2012. En 2014, l'institut déplore un manque d'implication des entreprises algériennes dans la reconversion à une industrie standardisée.
À la suite de l'obligation d'apposer le label halal sur tous les produits de production halal, l'IANOR publie début 2017 les nouvelles normes liées à la conception de produits halal. En 2019, le Groupe industriel des ciments d'Algérie (GICA) devient le premier fournisseur de ciment pétrolier - certifié par l'IANOR - dans tout le continent africain. En novembre 2019, le directeur de l'IANOR Mohamed Kheddam lance une campagne pour inciter les entreprises nationales à participer aux comités techniques de normalisation coordonnés par l'IANOR. L'IANOR intervient également sur la mise aux normes (management) des gares de péages algériennes de l'autoroute Est-Ouest.

## Organisation
L'Institut algérien de normalisation (IANOR) opère sous tutelle du Ministère de l'industrie, de la petite et moyenne entreprise et de la promotion de l’investissement.
L'IANOR est membre de :
- L'Organisation internationale de normalisation (ISO)
- La Commission électrotechnique internationale (CEI)
- L'Organisation arabe pour le développement industriel et minier (OADIM)
- L'Institut de normalisation et de métrologie pour les pays islamiques (INMPI) depuis 2007[3]

## Missions
L'Institut Algérien de Normalisation (IANOR) est un organisme qui joue un rôle important dans le développement de la normalisation en Algérie. Dans un contexte marqué par la mondialisation des marchés et l'accélération des changements technologiques, la normalisation et la certification sont devenues des outils indispensables pour les acteurs économiques.
Ainsi, l'IANOR a pour mission d'animer l'activité de normalisation en Algérie, en répondant aux attentes des acteurs économiques et en anticipant l'évolution de leurs besoins. Pour y parvenir, l'IANOR s'appuie sur une équipe pluridisciplinaire, qui se concentre sur quatre grands métiers.
La première mission de l'IANOR consiste à aider les acteurs socio-économiques à élaborer des référentiels normatifs répondant à leurs besoins stratégiques et commerciaux. Pour cela, l'organisme facilite leur accès au processus de normalisation, leur fournit des informations et leur offre des services d'accompagnement.
La deuxième est de concevoir et de mettre à jour une gamme de produits et services d'information ciblés, en utilisant les techniques les plus récentes. Cela permet aux acteurs économiques d'accéder facilement aux référentiels normatifs.
La troisième mission de l'IANOR consiste à proposer des prestations de formation, d'audit, de conseil et d'accompagnement pour aider les entreprises à intégrer l'approche des référentiels et les démarches de progrès dans leur stratégie et leur quotidien.
En dernier lieu, l'ANOR s'attache à offrir une certification de produits (sous la marque Tedj) fondée sur les référentiels normatifs algériens. Cette certification est devenue un élément clé de la stratégie commerciale et marketing des acteurs économiques, dans un environnement où les consommateurs sont de plus en plus informés et exigeants[réf. nécessaire].

## Certifications

### La Marque Tedj
En 2004, l'Institut algérien de normalisation a annoncé que la certification de certains produits serait obligatoire dès l'année suivante, dans le cadre d'une loi sur la normalisation adoptée par le Parlement. La certification était attribuée sous la marque Tedj et était accompagnée d'une inspection bi-annuelle pour vérifier la conformité aux normes.
La certification de produits sous la marque Tedj est une reconnaissance officielle délivrée par l'IANOR. Elle atteste que le produit certifié Tedj est fabriqué conformément aux spécifications techniques préalablement définies dans les normes qui régissent le produit, intégrées dans le règlement spécifique correspondant. Cette certification est un gage de qualité pour les consommateurs et les acteurs économiques.

### La Marque Halal
L'Institut Algérien de Normalisation (IANOR) a entrepris la création d'une marque nationale halal, conformément aux dispositions légales régissant le système national de certification halal. Cette initiative est en ligne avec les articles 2 et 4 de l'arrêté interministériel du 14 juin 2016, qui établit les conditions et les modalités d'apposition de la mention Halal pour les denrées alimentaires concernées.

## Identité visuelle

Logo de 1998-2018
Logo de 2018 - present